# 小行星20084
小行星20084（20084 Buckmaster）是一颗绕太阳运转的小行星，为主小行星带小行星。该小行星于1994年4月6日发现。

## 轨道参数
小行星20084的轨道半长轴为2.3004823 UA，离心率为0.122。